# Schlacht bei Kápolna
Pákozd –
Schwechat –
Kaschau –
Mór –
Hermannstadt –
Vízakna (Salzburg) –
Piski –
Mediasch –
Kápolna –
Hatvan –
Tápió Bicske –
Isaszeg –
Waitzen I –
Nagy-Salló –
Komorn I –
Mocsa –
Kács –
Pered –
Raab –
 Ács (Komorn II) –
Komorn III –
Hegyes –
Waitzen II –
Tura –
Segesvár –
Debreczin –
Szőreg –
Temesvár
Arad –
Deva –
Esseg –
Karlsburg –
Komorn IV –
Leopoldov –
Ofen –
Peterwardein –
Temesvár

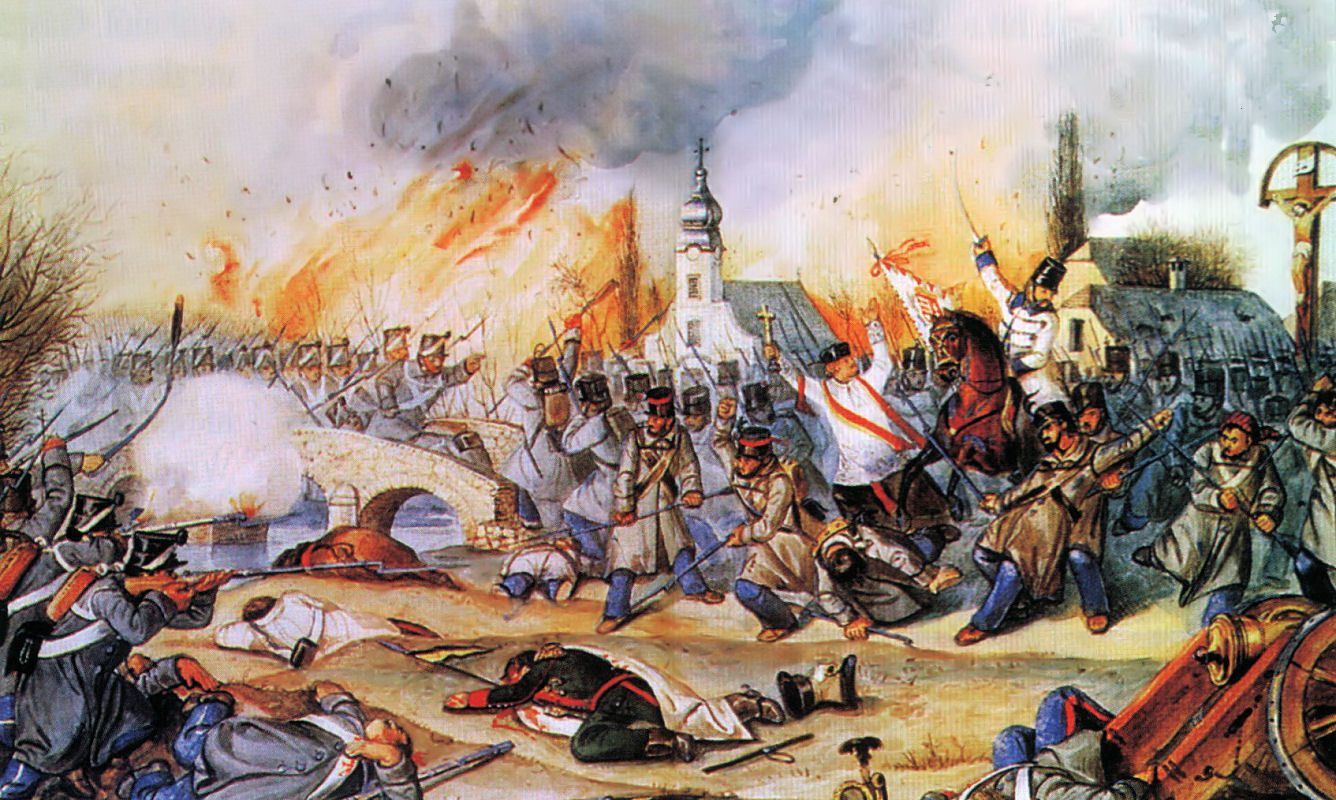
Schlacht bei Kápolna

Die Schlacht bei Kápolna war eine Schlacht des Ungarischen Unabhängigkeitskrieges. Sie fand am 26. und 27. Februar 1849 bei Kápolna im Komitat Heves in Nordungarn statt. Die Ungarn unter General Henryk Dembiński gingen mit drei Armeekorps gegen das österreichische II. Korps in die Offensive. Am 26. Februar rückte das II. Korps (FML Ladislaus von Wrbna-Freudenthal) von Gyöngyös gegen Kápolna vor, während südlich davon die Division des FML Schwarzenberg  von Arokszállás auf Kál vorging, wobei sich die Schlacht bei Kápolna entwickelte. Die österreichische Brigade Colloredo konnte die ungarische Division unter Oberstleutnant Ernst Pöltenberg im Wald von Vécs festhalten. Am folgenden Tag griff bei den Kaiserlichen zusätzlich das Korps Schlick vom Norden her in die Schlacht ein. General Klapka hatte das Sirok-Tal nicht gesichert, sodass der ungarische Rückzug auf Mezőkövesd unvermeidlich war. Die ungarische Armee wurde bei Kápolna nicht vollständig geschlagen, das Schlachtfeld blieb aber in den Händen der kaiserlichen Truppen, die sich ihrerseits nach Buda zurückzogen.

## Vorgeschichte

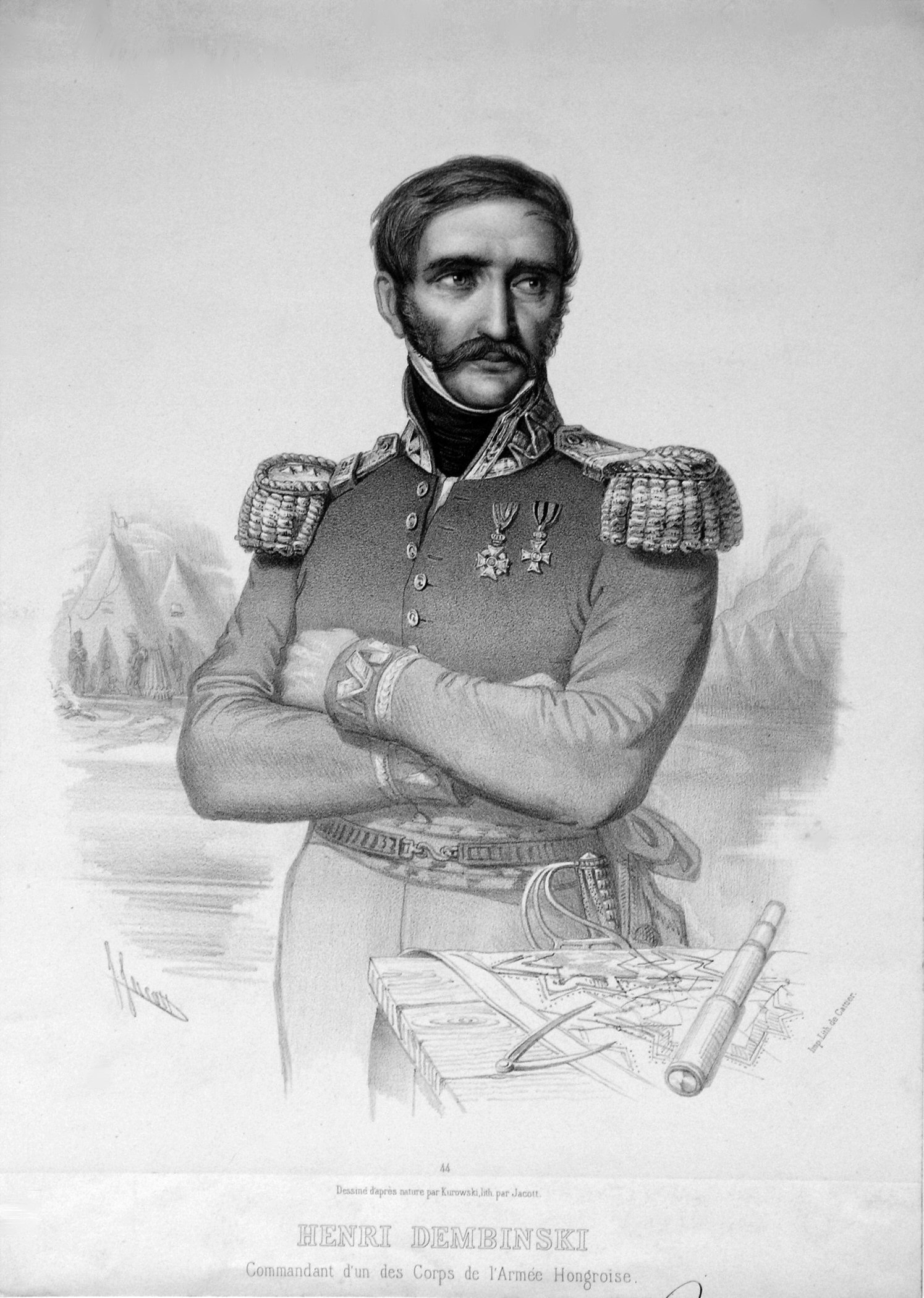
Henryk Dembiński

Um die Konzentration der ungarischen Armee zu verhindern, hatte der kaiserliche Feldmarschall Fürst Windisch-Grätz etwa 30.000 Soldaten und 165 Geschütze zusammengezogen. Er wollte Mitte Februar 1849 die Vereinigung seiner Armee mit dem im Raum Eger exponiert stehenden Korps Schlik herstellen.
Derweil verblieb das kroatische Korps unter Ban Jellacic zwischen Pesth und Szolnok aufgestellt, um die Armee Windisch-Grätz gegen die ungarische Südarmee zu decken.
Die Stärke der gegnerischen ungarischen Truppen betrug etwa 43.000 Menschen und 150 Geschütze, von denen während der folgenden Schlacht etwa 36.000 Menschen und 136 Geschütze verfügbar waren. Fürst Windisch-Grätz selbst folgte dem Vormarsch der Division Csorich, das Hauptquartier war am 26. Februar von Hatvan nach Gyöngyös vorverlegt worden. Am 23. Februar ließ Fürst Windisch-Grätz sein II. Korps unter FML Wrbna über Kerepes nach Gödöllö vorgehen, am 24. Februar rückte die Avantgarde in Hatvan ein. Vom I. Korps der Kroaten unter dem Banus Jellacic erhielt er die Meldung über ein am 24. Februar missglücktes Gefecht bei Czibakhaza. Österreichische Verstärkungen unter Generalmajor Ottinger waren dabei von Abony aufgebrochen und waren nach langem Nachtmarsch gegen 5 Uhr morgen an der Brücke von Czibakhaza eingetroffen. Die Ungarn hatten Czibakhaza und die Brücke bereits besetzt. Ottingers Angriff brachte den Verlust von 10 Toten und von 11 Verwundeten. Die rechte Flanke der weiter auf Arokszállás vorgehenden Division Schwarzenberg, wurde durch das Detachement des Generalmajor Zeisberg in Richtung gegen Baczonod gedeckt.
Der Plan des ungarischen Oberbefehlshabers Dembiński sah vor, die entscheidende Schlacht zwischen Mezőkövesd und Eger anzubieten, zuvor jedoch vorgeschobene österreichische Teilkräfte bei Szolnok anzufallen und aufzureiben. Dembiński Ernennung zum Befehlshaber erwies sich als schwerer Missgriff, er war bei den Ungarn wegen seines Misstrauens nicht beliebt. Als Pole hatte sich Dembiński zunächst mit Mór Perczel und Klapka überworfen und lag dann wegen der operativen Maßnahmen auch im Gegensatz mit Artúr Görgey. Dembiński vernachlässigte die Bedrohung an seiner Nordflanke, wo noch immer das österreichische Korps unter General Schlick operierte. Dembiński hielt an seinem Plan fest und zog sogar die nach rechts vorgeschobene Division aus Pétervására zurück, gerade als General György Klapka am 24. Februar im Begriff stand, das Korps Schlik anzugreifen.
Der Aufklärungsdienst des Feldmarschalls Windisch-Grätz berichtete darüber, dass ungarische Truppenabteilungen Eperies und Kaschau verlassen hatten und sich zwischen Erlau und Mezőkövesd mit anderen Truppen vereinigt hatten, so dass die Hauptarmee aus den Korps Görgey, Dembinski und Klapka bestand. Die Stärke der Ungarn bei Mezökövesd, Maklar und Erlau wurde mit 40.000 bis 45.000 Mann festgestellt, eine separate ungarische Kolonne war in der Richtung von Heves vorgeschoben, wo eine Straße weiter nach Kál und Kápolna führte.

## Die Schlacht

### 26. Februar

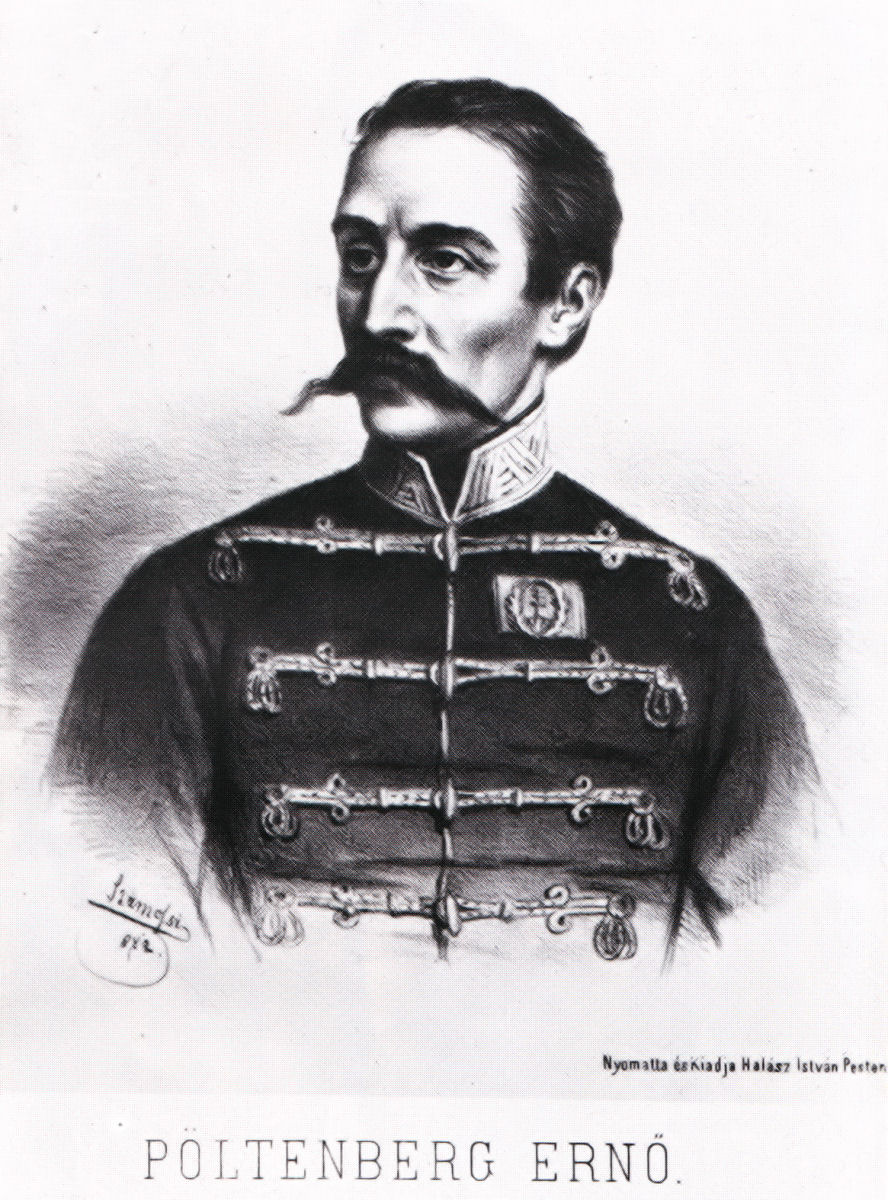
Ernö Pöltenberg

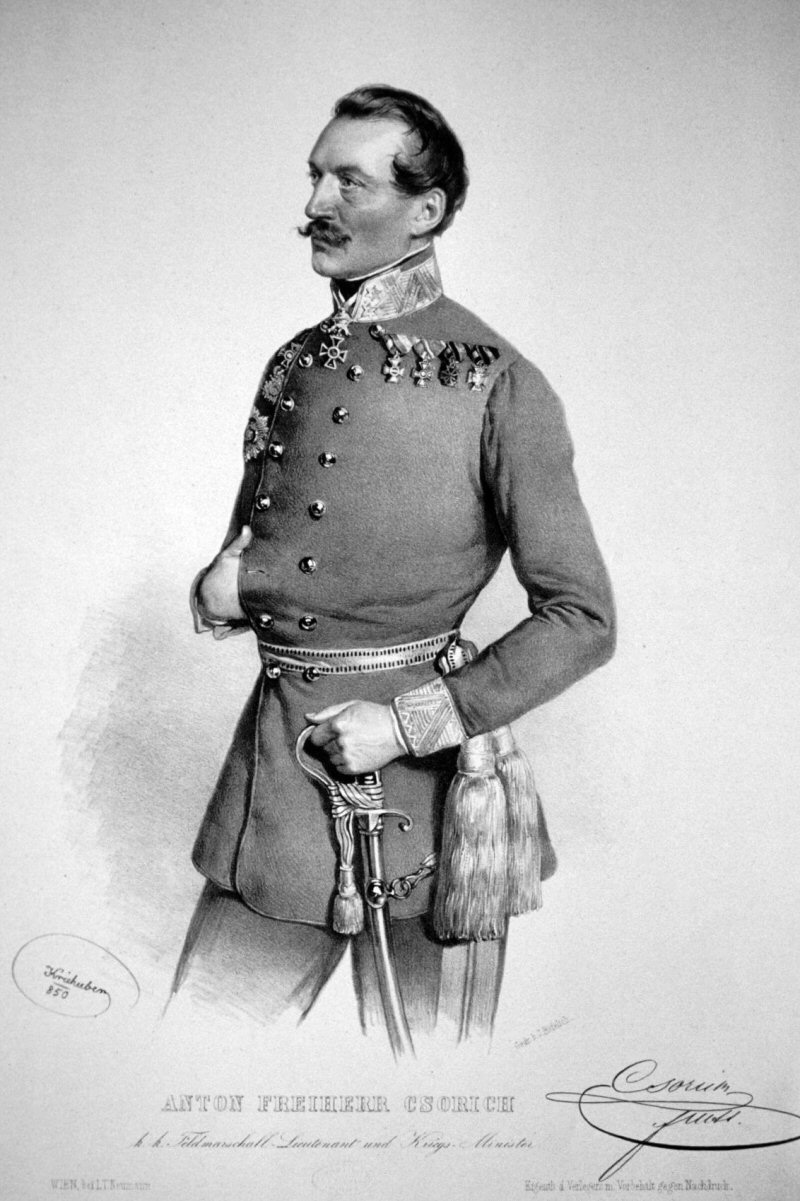
Anton Csorich, Lithographie von Joseph Kriehuber, 1850

Am 26. Februar stand das österreichische II. Korps (FML. Wrbna) mit der Division Csorich in Gyöngyös und der Division Schwarzenberg in Hrok-Szallas. Nach dem Abkochen marschierte das II. Korps mit der Division Csorich (Brigade Wyss und Brigade Colloredo) von Hrok-Szallas ab und setzte sich in Richtung auf Karácsond und Kál in Bewegung. Die in Gyöngyös versammelten Streitkräfte Csorichs wurden angewiesen, nach Kápolny vorzurücken, dahinter sollte die Brigade Parrot folgen. Generalmajor Zeisberg, welcher mit seiner selbständigen Brigade in Eörs eingetroffen war, schützte die rechte Flanke des Korps Wrbna und schob eine Vorhut auf Heves vor. Das III. Korps des FML Schlick wurde ebenfalls nach Gyöngyös zur Vereinigung mit den Hauptkräften befohlen. FML Schlick stellte den Antrag, seine Truppen anstatt über Päszto, auf der östlicher liegenden Straße über Sirok nach Verpelét vorrücken zu lassen, um die Vereinigung mit dem Korps Wrbna gegebenenfalls mit einem Angriff gegen die Nordflanke des Gegners zu kombinieren.
Am Nachmittag trafen die gegnerischen Truppen am Tarna-Abschnitt aufeinander. Eine Division des 7. Korps (General Klapka) unter Oberst Dessewffy hatte Verpelét erreicht, eine deren Bataillone sicherte die Straße nach Sirok. Die Division Pöltenberg ging um 12.00 Uhr voraus nach Feldebrő vor und überquerte um 14.00 Uhr den Tarna-Abschnitt.
Die kaiserlichen Truppen drangen in den Wald von Vecs ein, überquerten den Fluss Tarna aber nicht. Eine Brigade der Division Csorich unter Generalmajor Colloredo kämpfte am Waldrand von Aldebrő. Zunächst konnte keiner der Gegner die Entscheidung erzwingen. General Colloredo erhielt Verstärkungen und drängte die Ungarn aus dem Wald von Vecs hinaus. Die kaiserlichen Truppen, welche die Verfolgung aufnahmen, erkannten jedoch bald, dass die ungarischen Truppen stärker waren als angenommen, und wichen nach einem kurzen Gefecht nach Nordosten auf Feldebrő aus.

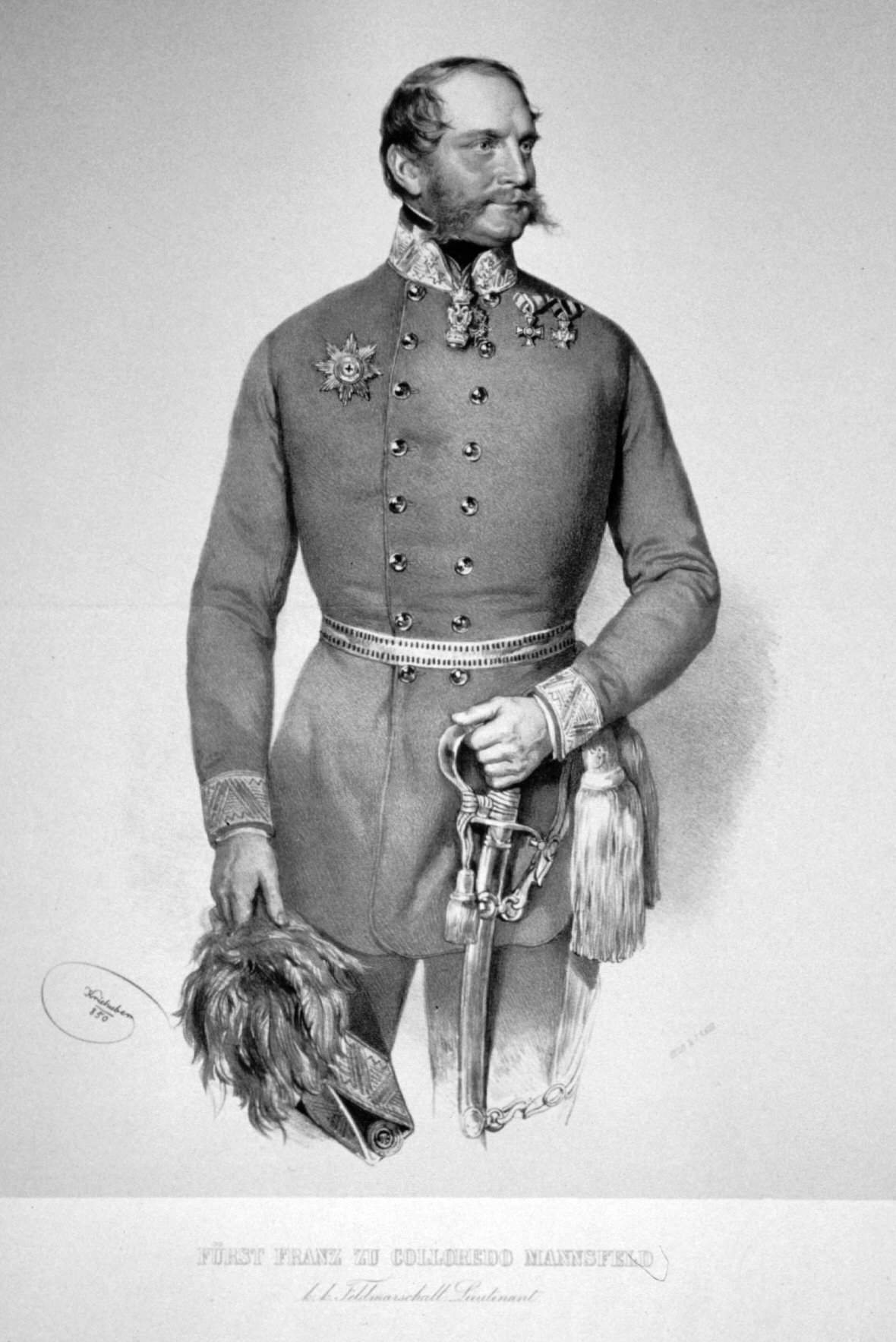
Franz Gundacar von Colloredo-Mansfeld, von Josef Kriehuber, 1850

In der Nacht erschien General Pöltenberg an der Spitze einer Husarenpatrouille in Kápolna, einem Dorf südwestlich von Eger, um dessen Besitz sich bald der Hauptkampf verlagerte. Ohne Anweisungen von Dembinski räumte Pöltenbergs Vorhut Aldebrö und Feldebrö und ließ seine Truppen im Feuer der kaiserlichen Artillerie über den Tarna nach Kerecsend zurückgehen. Dembiński, der mit Görgey noch in Eger zu Mittag gegessen hatte, eilte nach dieser Meldung sofort nach Kápolna, das er noch vor der Dunkelheit erreichte. Er erließ seine Befehle noch um 19.00 Uhr und wies die Division Pöltenberg an, seine Truppen nach Feldebrő zurückzuführen und zusammen mit der Division Aulich bei Kápolna wieder anzugreifen. Nur zwei Divisionen hatten den Befehl rechtzeitig erhalten, auch schloss sich die Division Schultz den nach Verpelét vorgehenden Truppen an. Die Brigade Driquet der Division Máriássy (1. Corps) stand jetzt als Vorhut am Westufer der Tarna zwischen den Wäldern von Komplot und Kápolna. Die Division Aulich kämpfte bei Kál.
Oberst Máriássys Husaren versuchte, die kaiserliche Brigade unter Generalmajor Wyss zu umgehen, doch sein Vorhaben wurde vom Gegner rechtzeitig erkannt und im Gegenangriff zerstreut. Die Division Máriássy kehrte schließlich in die Ausgangsstellung bei Kápolna zurück, verblieb aber am Westufer von Tarna. Die Brigade Kisfaludy überquerte die Tarna, kämpfte bei Kál und verursachte dem Feind mit seiner Artillerie große Verluste. Die Situation der ungarischen Truppen verschlechterte sich während der Nacht. Das Korps Schlick war noch am Abend über Pétervásár ohne Kampf auf der Straße von Sirok vorgegangen und traf in Verpelét auf gegnerische Stellungen. Dembiński zog die ungarischen Truppen in Kál während der Nacht auf das Ostufer der Tarna zurück. In Kápolna zog Dembiński derweil die Division an das östliche untere Ufer von Tarna zurück und blockierte die Brücke über den Fluss, das Dorf blieb mit der Brigade Driquet besetzt. Oberstleutnant Máriássy warnte Dembiński, dass es schwierig sei, Kápolna zu verteidigen. Die österreichische Brigade Wyss drang tatsächlich über die Brücke nach und nahm noch den größten Teil von Kápolna ein.

### 27. Februar

Skizze zur Lage am 27. Februar

Fürst Windisch-Grätz hatte seine Ziele, Kapolna zu besetzen und den ungarischen rechten Flügel zu schlagen erreicht. Windisch-Grätz gruppierte die Brigade des Oberst Brandenstein nach Verpelét gegen die Spitze des ungarischen rechten Flügels. Am zweiten Schlachttag den 27. Februar, wurde die Wirkung durch das rechtzeitige Eintreffen des Schlickschen Korps gewahr, das von Verpelét herankam und die rechte Flanke der ungarischen Aufstellung bedrohte.
Fürst Windisch-Grätz gab um 8.00 Uhr der Brigade Wyss den Befehl, den Angriff des 2. Jäger-Bataillons zu forcieren, das Bataillon Schönhals unter Oberstleutnant Schneider zeichnete sich dabei aus. Generalmajor Wyss und seine Kavallerie eilten vom Meierhof bei Kompolt in den Raum südlich von Kápolna.
Dembiński befahl seinerseits der Brigade Driquet zum Angriff: das 44. und 47. Bataillon sowie das Bataillon Zanini wurden angesetzt, um Kapolna zurückzuerobern. Zwei vergebliche Versuche wurden von Máriássy persönlich gegen die Stellungen am östlichen Rand des Dorfes geführt. Nachdem das Bataillon Zanini seine Salven abgefeuert hatte, konnte die Brigade Wyss zurückgetrieben werden. Aulichs Truppen konnten südlich davon allen Angriffen der Brigaden Schütte und Dietrich standhalten. Die Aufgabe des Generals Klapka am Nordabschnitt war es, mit einer Division in Verpelét zu halten und die Vereinigung des Gegners zu hindern. Dembiński wies Klapka an, die Straße von Sirok wieder zu öffnen. Die Truppen Pöltenberg kamen gerade rechtzeitig in Verpelét an, um die Attacken von Schlicks Husaren abzuschlagen. Nach diesem Erfolg versuchte Klapka erfolglos, das Dorf zurückzuerobern.
An diesem Zeitpunkt erreichte das ungarische Korps Görgei den Kampfplatz. Die Division Dessewffy lag mit den Brigaden Schliks im Hochland östlich von Verpelét seit drei Stunden im Kampf. FML Schulzig versammelte bei Verpelet die Brigade Kriegern und Deym und ließ gegen das von Pöltenbergs Truppen bei Bulharyn besetzte Hochland vor. Oberst Gablenz wirkte mit seinen Truppen nordöstlich von Verpelét gegen den rechten Flügel der Ungarn. Schließlich war Schlick selbst mit der Brigade Pergen und der nachfolgenden Brigade Fiedler und der gesamten Reiterei des Corps zwischen den Bach Ros und Bilincsi aufmarschiert. Von dieser überwältigenden Kraft mussten Pöltenbergs Truppen wieder zurückweichen. Er musste sich mit seinen Truppen nach Kerecsend zurückziehen, wenn er nicht riskieren wollte, dass der Feind, der bei Kapolna, Kálon und Tófalun den Tarna durchquert hatte, den Rückzug bedrohte.
Zur Unterstützung versuchte Dessewffy mit dem 34. und dem 43. Bataillon einen Gegenangriff gegen die Truppen der Brigaden Gablenz und Pergen. Nachdem Schlicks erstes Treffen verstärkt worden war, musste Dessewffy und Görgeys rechter Flügel langsam zurückweichen. Danach gab es zwischen den Truppen Klapkas und Schlick bis zum Abend nur noch Demonstrationen, die Division Schulz ging schließlich nach Eger zurück. Mittlerweile hatten sich auch in der Mitte und am Südflügel die Kämpfe entwickelt. Dembinski befahl von Kerecsend der eintreffenden Division Kmety und Guyon einen Gegenangriff zwischen Kerecsend und Kapolna anzusetzen. Nachdem sich die Brigade Colloredos bei Tótfalu entfaltet hatte, begann er die rechte Flanke der Division Máriássy zu bedrohen.
Dembinski entschied um 13.00 Uhr den Kampf abzubrechen, der linke Flügel soll von Kapolna nach Füzos-Abony und der rechte Flügel nach Maklar zurückgehen.
Die Division Máriássy begann sich links von der Division Guyon zurückzuziehen, rechts davon musste sich auch Pöltenberg sofort nach Kerecsend zurückziehen. Zur gleichen Zeit wurde General Aulich befohlen, mit seinem linken Flügel beginnend, in Richtung Tiszafüred auf der Straße nach Poroszló (Füzes-Abony) zurückzugehen. Als die Brigade Dietrich den Rückzug der Ungarn bemerkte, verfolgte er mit zwei Bataillone über Kompolt nach Kal, wo er noch einen kurzen, unbedeutenden Kampf mit der Division Szekulics führte.
Zur selben Zeit befahl Schwarzenberg seinen Reitern unter Oberstleutnant Nostitz gegen die ungarischen Husaren südlich von Kapolna vorzugehen. Nachdem General Guyon seinen rechten Flügel am Hochland von Kerecsend zurückgehen ließ, war er mit der gerade angekommenen Division Kmety vereint. Die Divisionen von Guyon und Kmety waren vollständig in Kerecsend versammelt und wollten sich noch einmal des Ortes Kápolna bemächtigen. Aulichs Truppen wollten wieder vorgehen, wurde jedoch auf dem Weg informiert, dass die kaiserlichen Truppen die Brigade Kisfaludy bereits aus Kál vertrieben hatten.

## Verluste und Folgen

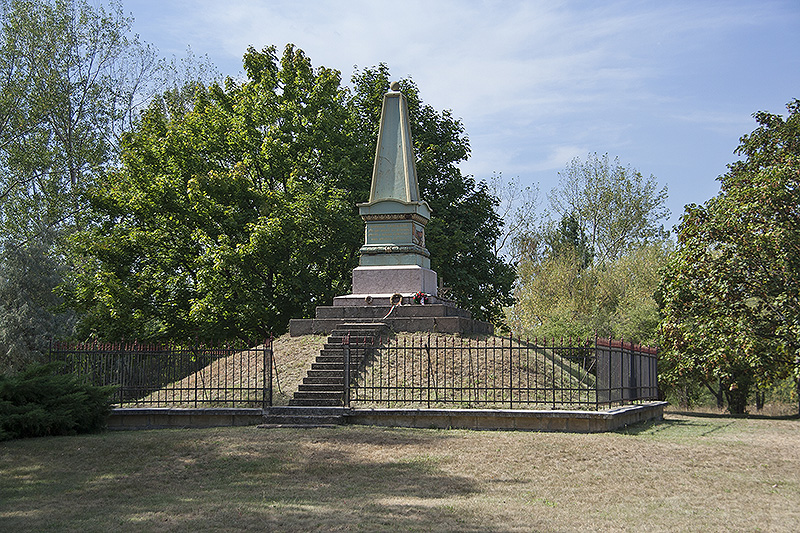
Denkmal in Kápolna

Nach Angaben Klapkas betrugen die ungarischen Verluste etwa 1200 Mann an Toten Verletzten und Vermissten. Darüber hinaus fielen etwa 500–600 Mann, mehr als das Bataillon Zanini zählte, dessen Major Venturini gefangen wurde, in Kriegsgefangenschaft. Die österreichische Armee hatte Verluste von insgesamt 17 Offizieren und 335 Mann. Davon 6 Offiziere und 56 Mann an Toten, 11 Offiziere und 248 Mann bei den Verwundeten und an Vermissten 1 Offizier und 31 Mann.
Die ungarischen Streitkräfte waren nach der Niederlage mit General Dembiński unzufrieden. Bei einem Treffen in Tiszafüred am 3. März zwangen sie den anwesenden Regierungskommissar Bertalan Szemere, den polnischen General abzusetzen und stattdessen General Artúr Görgey mit den Oberbefehl zu betrauen. Lajos Kossuth, Präsident des Nationalen Verteidigungsausschusses wollte zunächst Szemeres Wahl für Görgey des Nachfolgers nicht zustimmen und ernannte General Anton Vetter zum Kommandierenden. Als Vetter aber am 28. März plötzlich erkrankte, sah sich Kossuth gezwungen, Görgei als vorübergehenden Oberbefehlshaber der ungarischen Hauptstreitkräfte zu akzeptieren.